# Dornier Aviation Nigeria
Dornier Aviation Nigeria — авіакомпанія Нігерії зі штаб-квартирою в місті Кадуна, що працює в сфері чартерних пасажирських і вантажних авіаперевезень на літаках виробництва Dornier.
Основне поле діяльності авіакомпанії — робота за замовленнями сільськогосподарських компаній, проведення аерофотозйомок і авіаперевезення мобільних бригад швидкої медичної допомоги (санітарна авіація). Портом приписки авіакомпанії є аеропорт Кадуна.

## Історія
Авіакомпанія Dornier Aviation Nigeria була заснована в 1979 році.
У березні 2007 року штат співробітників компанії налічував 207 співробітників.

## Флот

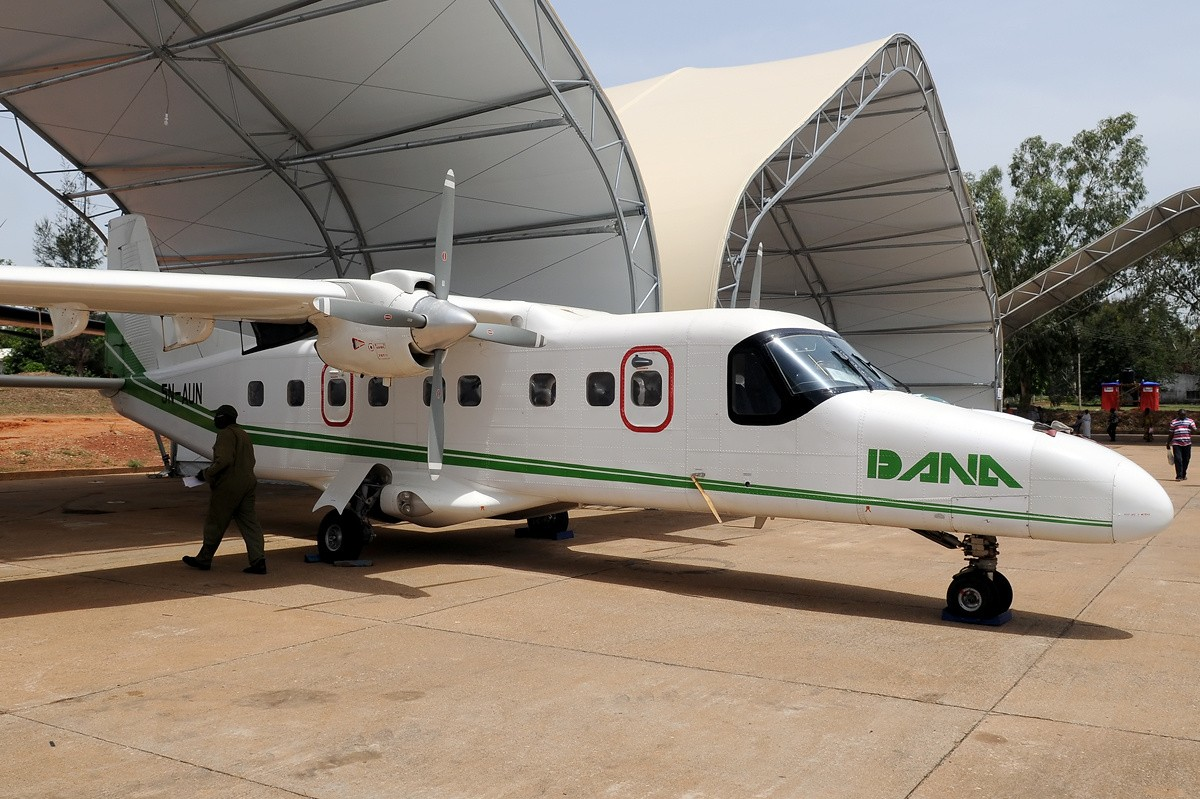
Dornier 228-201 авіакомпанії Dornier Aviation Nigeria на авіабазі ВПС в Кадуні

Станом на березень 2007 року повітряний флот авіакомпанії Dornier Aviation Nigeria становили такі літаки:
- 14 Dornier 228-212
- 1 Dornier 328-110